# نگارخانه استتیک
نگارخانهٔ استتیک نگارخانه‌ای واقع در تهران بود که در سال ۱۹۵۴ توسط مارکو گریگوریان در جنوب شرقی میدان فردوسی تأسیس شد. استتیک از نخستین نگارخانه‌های ایران بود که پس از آپادانا و با اختلاف زمانی حدود ده ساله تأسیس شد. این نگارخانه در زمان فعالیتش میزبان نمایشگاه‌هایی از آثار هنرمندانی مانند سهراب سپهری، سیراک ملکنیان، مرتضی ممیز و… بود. استتیک در سال ۱۹۶۰ و با سفر گریگوریان به ایتالیا بسته شد.